# Ha Dzsongvon
Ha Dzsongvon (hangul: 하정원, RR: Ha Jung-Won; 1942. április 20. –) észak-koreai válogatott labdarúgó.
Az Észak-koreai válogatott tagjaként részt vett az 1966-os világbajnokságon.